# Horakhti
Horakhti è una divinità egizia appartenente alla religione dell'antico Egitto, rappresentante una delle forme del dio solare Horus.
| G5 | N19 |

 ḥr 3ḫty
Horakhti fu una delle numerose rappresentazioni del dio Horus (nello specifico fu Horus dell'orizzonte), a sua volta associato con il dio creatore Ra.

Nel corso della XVIII dinastia si ebbe la fusione tra le due divinità Horus (nella forma di Horakhti) e Ra, diventando Ra-Horakhti.